# Rhynchozoon nasutum
Rhynchozoon nasutum är en mossdjursart som beskrevs av Ernst Marcus 1938. Rhynchozoon nasutum ingår i släktet Rhynchozoon och familjen Phidoloporidae. Inga underarter finns listade i Catalogue of Life.